# جارديل
جارديل (بالبرتغالية: Jardel Pereira de Souza) هو لاعب كرة قدم برازيلي في مركز الوسط، ولد في 27 يناير 1983 في أراغوينا في البرازيل. شارك مع منتخب البرازيل تحت 20 سنة لكرة القدم. أما مع النوادي، فقد لعب مع إستريلا دا أمادورا وسانتو أندريه ونادي بوا إيسبورت ونادي جوفنتودي ونادي سيارا ونادي فييرينسي ونادي كروزيرو ونادي ماريتيمو.

## وصلات خارجية
- جارديل على موقع الاتحاد الدولي (مؤرشف)  (الإنجليزية)
- جارديل على موقع قاعدة بيانات كرة القدم.إي يو (الإنجليزية)
- جارديل على موقع Soccerway.com (الإنجليزية)
- جارديل على موقع عالم كرة القدم.نت (الإنجليزية)